# Sharp Objects
Sharp Objects, ou Sur ma peau au Québec, est une mini-série télévisée américaine basée sur le roman Sur ma peau de Gillian Flynn. Elle est développée par Marti Noxon, avec Jean-Marc Vallée comme réalisateur, et diffusée depuis le 8 juillet 2018 sur HBO et simultanément sur HBO Canada.
En France, elle a été diffusée à partir du 9 juillet 2018 sur OCS City, et au Québec à partir du 12 août 2018 à Super Écran. En Suisse Romande elle a été diffusée à partir du 4 mars 2019 sur RTS UN.

## Synopsis
Camille Preaker, journaliste spécialisée dans les affaires criminelles et récemment libérée d'un hôpital psychiatrique après des années d'automutilation, retourne dans sa ville natale de Wind Gap, Missouri, pour enquêter sur le meurtre d'une jeune fille et sur une disparition. Elle est hébergée dans la maison de son enfance sous l'œil critique de sa mère, la mondaine Adora. Camille va devoir affronter ses vieux démons.

## Distribution

### Acteurs principaux
- Amy Adams (VF : Ilana Castro) : Camille Preaker
- Patricia Clarkson (VF : Monika Lawinska) : Adora Crellin, la mère de Camille
- Chris Messina (VF : Philippe Roullier) : Detective Richard Willis
- Eliza Scanlen (VF : Adeline Chetail) : Amma, la demi-sœur de Camille
- Matt Craven (VF : Charles Borg) : Vickery, chef de la police de Wind Gap
- Henry Czerny (VF : Jean-François Kopf) : Alan Crellin, le beau-père de Camille
- Taylor John Smith (VF : Rémi Caillebot) : John Keene, frère d'une victime
- Madison Davenport (VF : Audrey Sablé) : Ashley Wheeler, petite amie de John Keene
- Elizabeth Perkins (VF : Chantal Baroin) : Jackie O'Neill, connaissance de Camille
- Miguel Sandoval (VF : Michel Laroussi) : Frank Curry, rédacteur en chef de Camille
- Will Chase (VF : Stéphane Miquel) : Bob Nash, père de la première victime
- Sophia Lillis (VF : Lisa Caruso) : Camille Preaker, jeune
- Lulu Wilson (VF : Valérie Bachère) : Marian, la sœur de Camille
- Jackson Hurst (VF : Olivier Jankovic) : Kirk Lacey

### Acteurs récurrents
- Jennifer Aspen (VF : Pascale Chemin) : Jeannie Keene
- David Sullivan (en) (VF : Laurent Jacquet) : Chris
- Reagan Pasternak (VF : Aurélie Konaté) : Katie Lacey
- D.B. Sweeney : Dad Keene
- Sydney Sweeney : Alice
- Hilary Ward : Becca
- Beth Broderick : Annie B
- Cristine Rose : infirmière Beverly

Version française
- Société de doublage : Lylo[4]
- Direction artistique : Christine Pâris[4]
- Adaptation : Fabienne Goudey, Clémence Lecornué, Sébastien Charron, Agnès Pauchet [4]
- Chargée de production : Sylve Soulié[4]

 Source et légende : version française (VF) sur RS Doublage et Doublage Séries Database

## Fiche technique
- Titre original et français : Sharp Objects
- Titre québécois : Sur ma peau
- Création : Marti Noxon
- Réalisation : Jean-Marc Vallée
- Scénario : Scott Brown, Ariella Blejer, Vince Calandra Jr., Vince Calandra, Dawn Kamoche et Alex Metcalf, d'après le roman Sur ma peau de Gillian Flynn
- Costumes : Alix Friedberg
- Photographie : Yves Bélanger et Ronald Plante
- Casting : David Rubin
- Production : David Auge
  - coproducteur : Marc Cote et Scott Brown
  - associé : Claire Newman
  - consultant : Alex Metcalf
  - Production délégué : Charles Layton, Marci Wiseman, Jessica Rhoades, Gregg Fienberg, Nathan Ross, Jean-Marc Vallée, Amy Adams, Gillian Flynn, Jason Blum et Marti Noxon
- Sociétés de production : Crazyrose, Fourth Born, Blumhouse Television, Tiny Piro et eOne Television
- Sociétés de distribution (télévision) :
  - HBO (États-Unis et Canada)
  - OCS City (France)
- Pays d'origine :  États-Unis
- Langue originale : anglais
- Format : couleur — format HDTV — 1,78:1 — son Dolby Digital
- Genre : thriller, drame
- Durée : 60 minutes
- Public :
  - États-Unis : déconseillé aux moins de 17 ans
  - France : déconseillé aux moins de 12 ans

## Épisodes
1. Disparition (Vanish)
2. Épave (Dirt)
3. Réparation (Fix)
4. Charogne (Ripe)
5. Contact (Closer)
6. Cerise (Cherry)
7. Chute (Falling)
8. Lait (Milk)

## Production
Le 25 juillet 2018, le président de HBO, Casey Bloys, a annoncé que Sharp Objects ne restera qu'une mini-série. Amy Adams, actrice et productrice déléguée, ne souhaite pas renouveler l'expérience, en raison du rôle éprouvant et trop lourd qu'elle incarne,,,.

## Diffusion et accueil

### Réception critique
Le site Allociné, ayant recensé 23 titres de presse anglophones et françaises, lui attribue une moyenne de 4,2/5.
La mini-série est très bien accueillie par la critique française.

### Audiences

#### Aux États-Unis
| N° d'épisode | Titre original | Date de diffusion originale | Taux sur les 18-49 ans (en %) | Taux sur les 18-49 ans (en %) | Taux sur les 18-49 ans (en %) | Audience (en millions de téléspectateurs) | Audience (en millions de téléspectateurs) | Audience (en millions de téléspectateurs) |
| N° d'épisode | Titre original | Date de diffusion originale | TV                            | DVR                           | Total                         | TV                                        | DVR                                       | Total                                     |
| ------------ | -------------- | --------------------------- | ----------------------------- | ----------------------------- | ----------------------------- | ----------------------------------------- | ----------------------------------------- | ----------------------------------------- |
| 1            | Vanish         | 8 juillet 2018              | 0,5                           | 0,1                           | 0,6                           | 1,54                                      | 0,59                                      | 2,13,                                     |
| 2            | Dirt           | 16 juillet 2018             | 0,3                           | 0,1                           | 0,4                           | 1,10                                      | 0,50                                      | 1,60                                      |
| 3            | Fix            | 22 juillet 2018             | 0,3                           | 0,2                           | 0,5                           | 1,03                                      | 0,58                                      | 1,61                                      |
| 4            | Ripe           | 29 juillet 2018             | 0,2                           | 0,3                           | 0,5                           | 0,93                                      | indéterminé                               | indéterminé                               |
| 5            | Closer         | 5 août 2018                 | 0,4                           | 0,1                           | 0,5                           | 1,17                                      | 0,62                                      | 1,79,                                     |
| 6            | Cherry         | 12 août 2018                | 0,3                           | 0,2                           | 0,5                           | 1,13                                      | 0,57                                      | 1,70,                                     |
| 7            | Falling        | 19 août 2018                | 0,4                           | 0,2                           | 0,6                           | 1,25                                      | 0,73                                      | 2,19                                      |
| 8            | Milk           | 26 août 2018                | 0,5                           | 0,2                           | 0,7                           | 1,76                                      | 0,71                                      | 2,47,                                     |

## Distinction
- Golden Globes 2019 : Meilleure actrice dans un second rôle dans une série, une mini-série ou un téléfilm pour Patricia Clarkson
- Critics' Choice Television Awards : meilleure actrice dans une mini-série ou un téléfilm pour Amy Adams, meilleure actrice dans un second rôle pour une mini-série et téléfilm pour Patricia Clarkson
- Satellite Awards 2019 : meilleure actrice dans une mini-série pour Amy Adams
- Globe de cristal 2019 : meilleure série télévisée étrangère